# Kosmos 53
Kosmos 53 – radziecki satelita technologiczny, piąty z serii DS-A1, a trzeci który osiągnął orbitę. Służył do testowania systemów komunikacji i łączności na użytek radzieckich wojsk jądrowych. Urządzeń tych użyto później w satelitach typu Uragan. Oficjalnie służył do badania promieniowania kosmicznego, promieniowania z wybuchów jądrowych, oraz badań pasów radiacyjnych.